# Un joueur de flûte berce les ruines
Un joueur de flûte berce les ruines (Frans voor "een fluitist wiegt de ruïnes") is een compositie voor fluit solo van Francis Poulenc uit 1942.
Er was tot 1997 geen compositie voor solo fluit van Poulenc bekend. In dat jaar ontdekte Ransom Wilson, fluitdocent aan de Yale-universiteit het werk in een collectie bladmuziek van de oud-Yale-student Frederick R. Koch. Het manuscript is ondertekend "Francis Poulenc, 1942". Boven het stuk staat de opdracht Pour Madame Paul Vincent-Vallette en très respecteuse hommage. Waarschijnlijk is het werk na Mw. Vincent-Vallette in handen van een verzamelaar geraakt en zo in bezit van Koch gekomen.
De titel lijkt te zijn genomen van de gravure Joueur de flûte, gebaseerd op een sculptuur in het Maison d l'Abbé Grécourt, waarvan zich bij het manuscript een afdruk bevindt.   
Het werk is uitgegeven door Chester Music in 2000 onder redactie van Ransom Wilson, de ontdekker van het stuk.

## Bron
- Un joueur de flûte berce les ruines, Ransom Wilson (uitg.), Chester Music, 2000. ISBN 0-7119-8493-X